# دختر بد (آلبوم لاتویا جکسون)
دخترِ بد (انگلیسی: Bad Girl؛ ضبط شده در سال ۱۹۸۹، منتشر شده در سال ۱۹۹۰) ششمین آلبوم استودیویی لاتویا جکسون، خواننده و ترانه‌سرای آمریکایی است. این آلبوم همچنین با نام‌های او برادر من است، احساس جنسی، چرا عشقِ من را نمی‌خواهی؟ و عاشق من باش منتشر شد.